# 박소진 (배우)
박소진(朴素珍, 1986년 5월 21일~)은 대한민국의 배우이다.

## 학력
- 대구이현초등학교 (졸업)
- 서부여자중학교[3] (졸업)
- 경덕여자고등학교 (졸업)
- 영남대학교 기계공학과 (중퇴)

## 음반
| 발매             | 제목                                           |
| ---------------- | ---------------------------------------------- |
| 2011년 1월 10일  | 욕망의 불꽃 OST - 우리 사랑 이대로             |
| 2013년 8월 9일   | 듀스 20주년 헌정앨범 - 여름안에서 (Feat. 지조) |
| 2013년 11월 8일  | 열애 OST - 나 돌리고 싶어                      |
| 2014년           | 크루셜 스타 - 너에게 주고 싶은 세가지 피처링   |
| 2014년 12월 1일  | Finale (With 도끼)                             |
| 2015년 1월 30일  | 떴다! 패밀리 OST - 아찔아찔                    |
| 2015년 2월 4일   | 김태범 - 비가 오늘 날에는                      |
| 2015년 6월 10일  | 가면 OST - 아프다 (With 지코)                  |
| 2015년 12월 26일 | 응답하라 1988 OST - 매일 그대와                |
| 2018년 8월 6일   | 라이프 OST - Close Your Eyes                   |

## 방송

### 드라마
| 연도 | 방송사  | 제목                                 | 역할   | 비고     |
| ---- | ------- | ------------------------------------ | ------ | -------- |
| 1998 | SBS     | 엄마의 딸                            | 보애   | 155부작  |
| 2014 | TV조선  | 최고의 결혼                          | 이유리 | 16부작   |
| 2015 | SBS     | 떴다! 패밀리                         | 최동주 | 20부작   |
| 2019 | SBS     | 스토브리그                           | 김영채 | 16부작   |
| 2019 | tvN D   | 부릉부릉 천리마마트                  | 제니   | 웹드라마 |
| 2020 | SBS     | 더 킹 : 영원의 군주                  | 조해인 | 16부작   |
| 2020 | JTBC    | 행복의 진수                          | 정수   | 2부작    |
| 2020 | MBC     | 나를 사랑한 스파이                   | 배두래 | 16부작   |
| 2022 | tvN     | 별똥별                               | 조기쁨 | 16부작   |
| 2022 | tvN     | O'PENing - 남편의 죽음을 알리지 마라 | 유영주 | 단막극   |
| 2022 | 디즈니+ | 변론을 시작하겠습니다                | 장이연 | 12부작   |
| 2022 | tvN     | 환혼 빛과 그림자                     | 주월   | 10부작   |
| 2023 | ENA     | 보라! 데보라                         | 이유정 | 14부작   |
| 2023 | tvN     | 이로운 사기                          | 모재인 | 16부작   |
| 2024 | 채널A   | 새벽 2시의 신데렐라                  | 이미진 | 10부작   |

### 예능
| 연도      | 방송사     | 제목                                   | 비고                                     |
| --------- | ---------- | -------------------------------------- | ---------------------------------------- |
| 2014      | MBC 뮤직   | 아이돌스쿨                             | 진행                                     |
| 2015      | SBS        | 런닝맨                                 | 출연 (2015년 2월 8일) 233회              |
| 2015      | MBC        | 미스터리 음악쇼 복면가왕               | 출연 - 새침데기 불여시 (2015년 5월 17일) |
| 2016      | SBS        | 동상이몽, 괜찮아 괜찮아                | 출연 (2016년 3월 21일)                   |
| 2016      | tvN        | 렛미홈                                 | 진행                                     |
| 2016      | SBS        | 정글의 법칙 in 파푸아뉴기니            | 출연                                     |
| 2016      | 채널CGV    | 나도 영화 감독이다 : 청춘 무비         | 출연                                     |
| 2017      | MBC Every1 | 로맨스의 일주일 시즌 4                 | 출연                                     |
| 2017~2018 | E채널      | 내 딸의 남자들 : 아빠가 보고 있다2·3·4 | MC                                       |

### 영화
- 2019년 영화 《행복의 진수》
- 2021년 영화 《좀비크러쉬: 헤이리》 ... 김가연 역
- 2021년 영화 《괴기맨숀》 ... 약사 역
- 2022년 영화 《봄날》 ... 은옥 역
- 2023년 영화 《제비》 ... 은미 역
- 2024년 영화 《결혼, 하겠나?》 ... 강혜영 역

## 수상 목록
- 2020년 제28회 대한민국 문화연예대상 드라마부문 우수상